# Južnoafrička carinska unija
Južnoafrička carinska unija (engleski: Southern African Custom Union ili SACU) je carinska unija koja okuplja pet južnoafričkih država:  Bocvanu, Lesoto, Namibiju, Južnoafričku Republiku i Esvatini.
SACU je najstarija još uvijek postojeća carinska unija na svijetu.  Osnovana je 1910. kao Customs Union Agreement između Južnoafričke Unije, te Bečuane, Basutolanda i Svazija. Nakon postizanja nezavisnosti ovih zemalja, ugovor o carinskoj uniji obnovljen je 1969. između JAR-a, Bocvane, Lesota i Svazija. Obnovljena unija profunkcionirala je 1. ožujka 1970. godine. Nakon što je Namibija 1990. postigla nezavisnost od JAR-a, priključila se Južnoafričkoj carinskoj uniji kao peta članica.

## Vanjske poveznice
- Službena stranica